# Eparchia di Nachodka

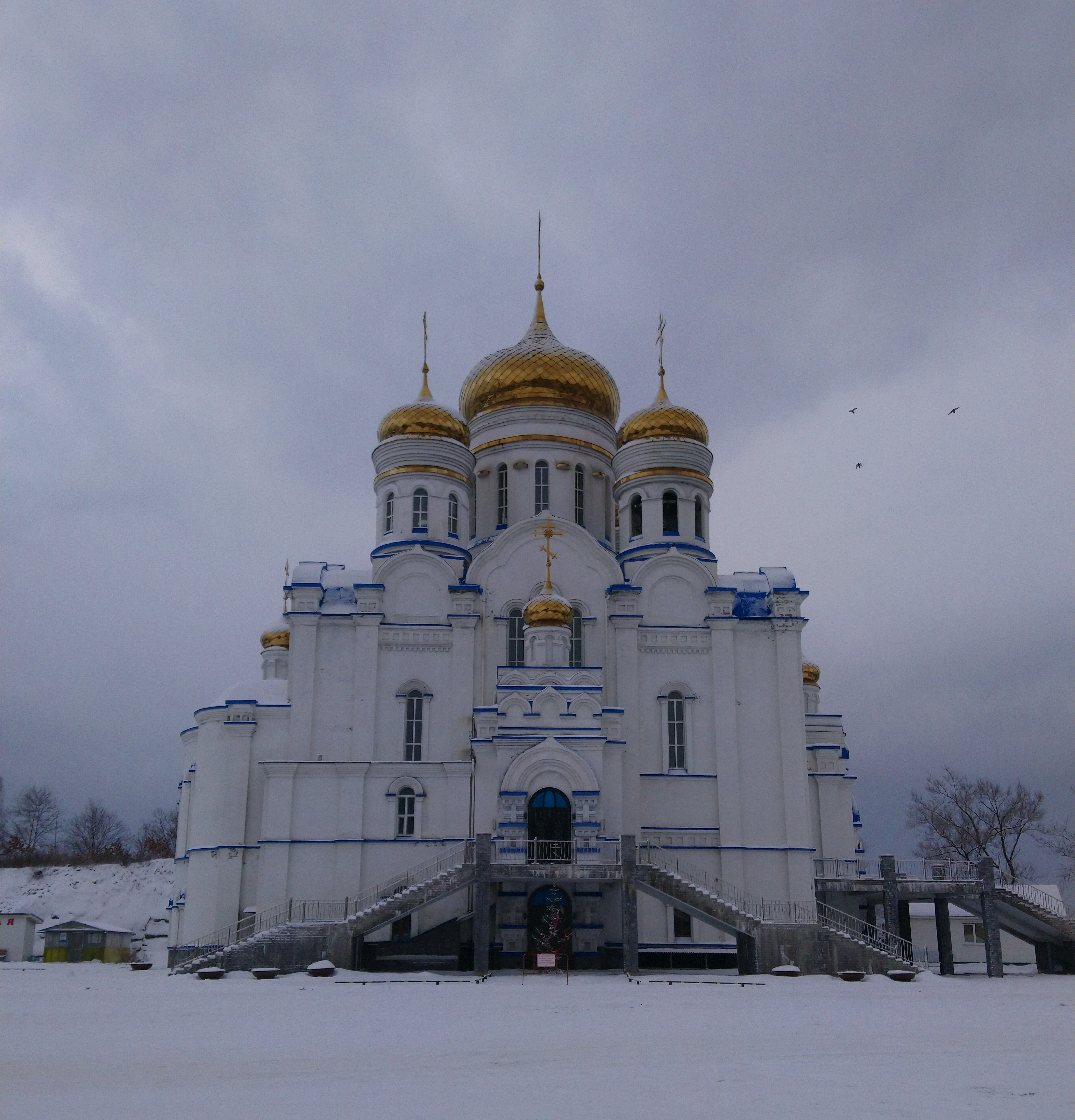
La cattedrale della Madonna di Kazan' a Nachodka.

L'eparchia di Nachodka (in russo Находкинская епархия?) è una diocesi della Chiesa ortodossa russa, appartenente alla metropolia del Litorale.

## Territorio
L'eparchia comprende le città di Nachodka, Partizansk e Fokino, e i rajon Lazovskij, Partizanskij e Škotovskij nel territorio del Litorale nel circondario federale dell'Estremo Oriente.
Sede eparchiale è la città di Nachodka, dove si trova la cattedrale della Madonna di Kazan'.
L'eparca ha il titolo ufficiale di «eparca di Nachodka e Preobraženie».

## Storia
L'eparchia è stata eretta dal Santo Sinodo della Chiesa ortodossa russa il 27 luglio 2011, ricavandone il territorio dall'eparchia di Vladivostok
Il 6 ottobre 2011 è entrata a far parte della metropolia del Litorale.